# The Last Party
The Last Party: Scenes From My Life with Norman Mailer es un 1997 libro por Adele Morales, segunda mujer de Norman Mailer, quien se casó en 1954. Esta publicado en los EE. UU. por Barricade Books.
El libro es las memorias del matrimonio de Morales y Mailer; entre otras cosas,  perfila un incidente el sábado 19 de noviembre de 1960, cuándo Mailer la apuñaló con un cortaplumas en una fiesta. El corte atravesó su pecho evitando por poco su corazón. Cuando Morales colapsó en el suelo por la hemorragia masiva un hombre se acercó a ayudar y Mailer gritó "Aléjate de ella. Deja a esa puta morir".
Fue internado involuntariamente en el Hospital Bellevue durante 17 días; su esposa no presentó cargos, y luego se Mailer declaró culpable de un cargo reducido de agresión y se le impuso una sentencia suspendida. Morales fue admitida en el Hospital Universitario de Manhattan para recibir tratamiento por sus heridas. En el corto plazo, Morales logró una recuperación física parcial. Se divorció de Mailer en 1962 como resultado del incidente. El incidente del apuñalamiento ha sido un punto focal para las críticas feministas de Mailer, que señalan temas de violencia sexual en su trabajo.